# JFA 全日本U-18フットサル選手権大会
JFA 全日本U-18フットサル選手権大会は、日本サッカー協会が主催する、日本の高校生年代のフットサル全国大会である。毎年8月に開催される。
2017年まで全日本ユース(U-18)フットサル大会として開催されてきたが、2017年11月1日に日本サッカー協会 (JFA) が発表した「JFAブランディング」の一環としてJFA主催の2018年以降全ての大会名称に "JFA" の文字を加えること、全ての育成年代の大会表記を「全日本U-○○大会」に統一することから、現在の大会名となっている。2020年は中止。
U-18年代のフットサル大会の中でもメディアの関心度が一番高いと言われている。

## 過去の開催実績

### 入賞チーム
| 回 | 開催年 | 優勝チーム                                      | 準優勝チーム                           | 3位                                      |
| -- | ------ | ----------------------------------------------- | -------------------------------------- | ---------------------------------------- |
| 1  | 2014年 | 聖和学園FC（宮城）                              | 名古屋オーシャンズU-18（愛知）         | 藤井学園寒川高等学校サッカー部（香川）   |
| 2  | 2015年 | 作陽高校（岡山）                                | 釧路北陽高校（北海道）                 | PSTCロンドリーナU-18（神奈川）           |
| 3  | 2016年 | 帝京長岡高校（新潟）                            | フットボウズ・フットサル U-18（東京）  | 香川県立高松商業高等学校（香川）         |
| 4  | 2017年 | 矢板中央高校（栃木）                            | 長岡向陵高校（新潟）                   | フウガドールすみだファルコンズ（東京）   |
| 5  | 2018年 | 帝京長岡高校（新潟）                            | フウガドールすみだファルコンズ（東京） | 聖和学園サッカー部FC（宮城）             |
| 6  | 2019年 | ペスカドーラ町田U-18（東京）                    | シュライカー大阪U-18                   | 湘南ベルマーレロンドリーナU-18（神奈川） |
| 8  | 2021年 | 京都共栄学園高校（京都）                        | バルドラール浦安テルセーロ             | エスタボンU-18（大阪）                   |
| 9  | 2022年 | ペスカドーラ町田U-18（東京） 遊学館高校（石川） | 両チーム優勝                           | 聖和学園高校フットサル部（宮城）         |
| 10 | 2023年 | フウガドールすみだファルコンズ（東京）          | ペスカドーラ町田U-18（東京）           | 香川県立高松北高                         |
| 11 | 2024年 | フウガドールすみだファルコンズ（東京）          |                                        |                                          |
| 12 | 2025年 | フウガドールすみだファルコンズ（東京）          | 聖和学園高校フットサル部               |                                          |